# Josef Samek
Josef Samek, né le 6 novembre 1957 à Vrchlabí, est un sauteur à ski tchécoslovaque.

## Biographie
Aux Championnats du monde de vol à ski 1979, il est cinquième. Il remporte ensuite une manche de la Tournée des quatre tremplins à Garmisch-Partenkirchen.
Il monte sur son unique podium en Coupe du monde en janvier 1982 à Saint-Moritz.
Il prend sa retraite sportive en 1984.

## Palmarès

### Jeux olympiques
| Épreuve / Édition | Lake Placid 1980 |
| Petit tremplin    | 39e              |
| Grand tremplin    | 23e              |

### Championnats du monde
| Épreuve / Édition | Oslo 1982 |
| Petit tremplin    | 14e       |
| Grand tremplin    | 23e       |

### Championnats du monde de vol à ski
| Épreuve / Édition | Planica 1979 |
| Individuel        | 5e           |

### Coupe du monde
- Meilleur classement général : 16e en 1982.
- 1 podium : 1 deuxième place.